# Casa Fenoglio-Lafleur
La Maison ou Casa Fenoglio-Lafleur ou Casa Lafleur est une réalisation de style Art nouveau située dans le quartier turinois San Donato.
Elle est considérée comme l'un des chefs-d'œuvre du stile Liberty, l'Art nouveau italien.

## Situation
Construite aux abords du centre historique de Turin, l'immeuble se caractérise par une situation privilégiée à l'angle du Corso Francia et de la Via Principi d'Acaja où l'entrée principale se situe au n° 11.

## Historique
L'architecte Pietro Fenoglio, auteur du bâtiment en 1902-1903, résida quelques années dans cette maison avant de la céder à l'entrepreneur français Lafleur qui y vécut jusqu'à sa mort. Vendu par les héritiers, l'immeuble commença son long déclin avant d'être racheté par un groupe d'amoureux de l'art qui entreprit une restauration complète.
La Casa Fenoglio-Lafleur abrite actuellement des bureaux ainsi que des appartements privés.

## Description
Pietro Fenoglio semble ici avoir été fortement influencé par les styles Art nouveau belge et français. 
On remarque immédiatement la partie d'angle qui s'élève sur un niveau de plus que les deux ailes latérales. Un bow-window d'angle aux vitraux colorés s'étend sur deux étages et est surmonté d'un balcon aux formes florales généreuses. Au-dessus du balcon, des fers forgés soutiennent des panneaux de verres colorés en jaune et faisant penser aux édicules du métro parisien créés par Hector Guimard. Plusieurs sculptures en pierre aux formes végétales voire animales chapeaute l'édifice.
Le cercle est omniprésent sur le bâtiment. En plus d'être utilisé dans le dessin des vitraux du bow-window, on le retrouve autour de la plupart des baies ainsi qu'un peu partout et de dimensions différentes sur tout l'immeuble.
On note aussi le soin apporté à la ferronnerie d'une très grande originalité.

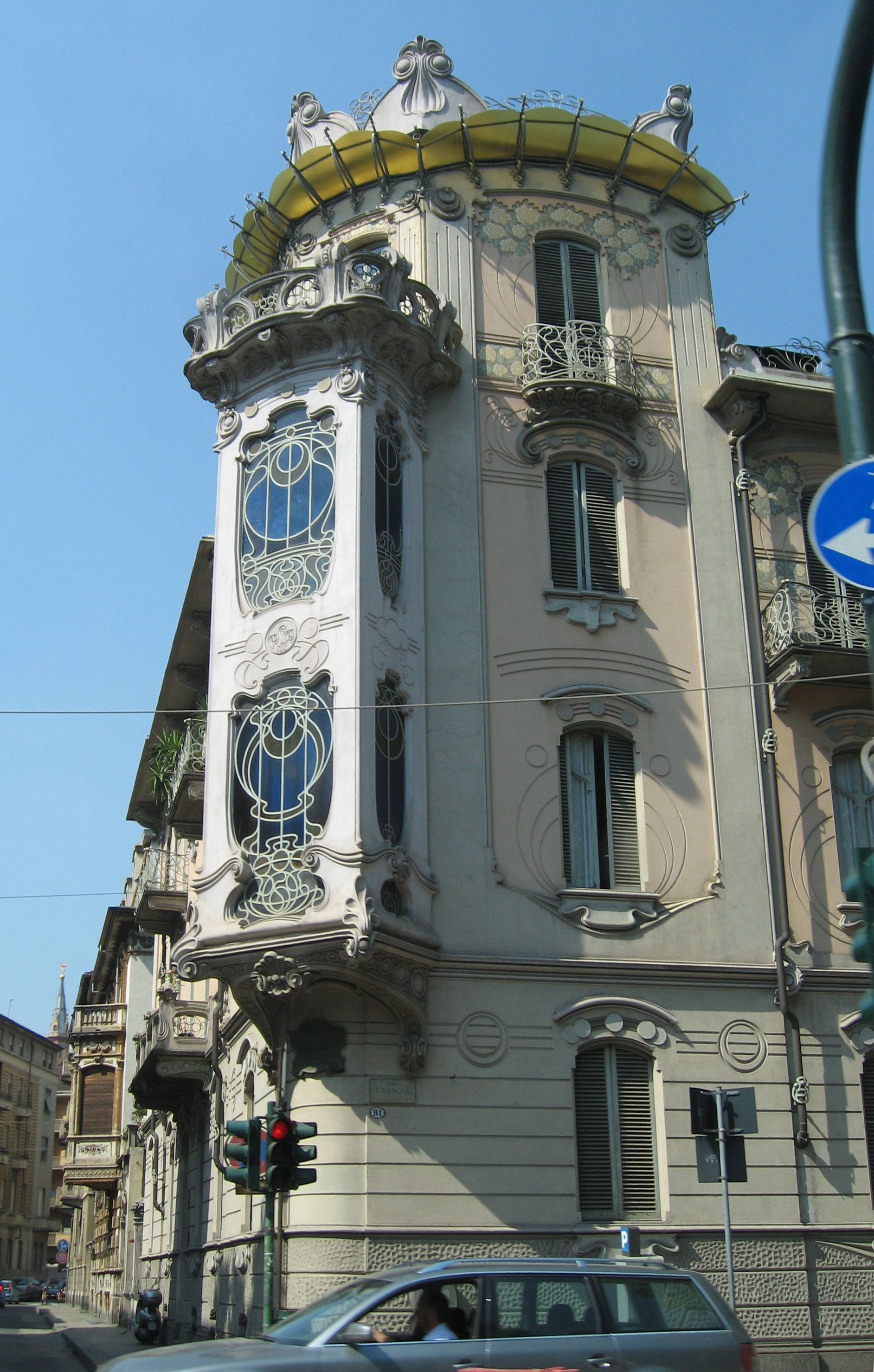
Casa Fenoglio-Lafleur, Turin